# Dones en l'agricultura de l'Afganistan

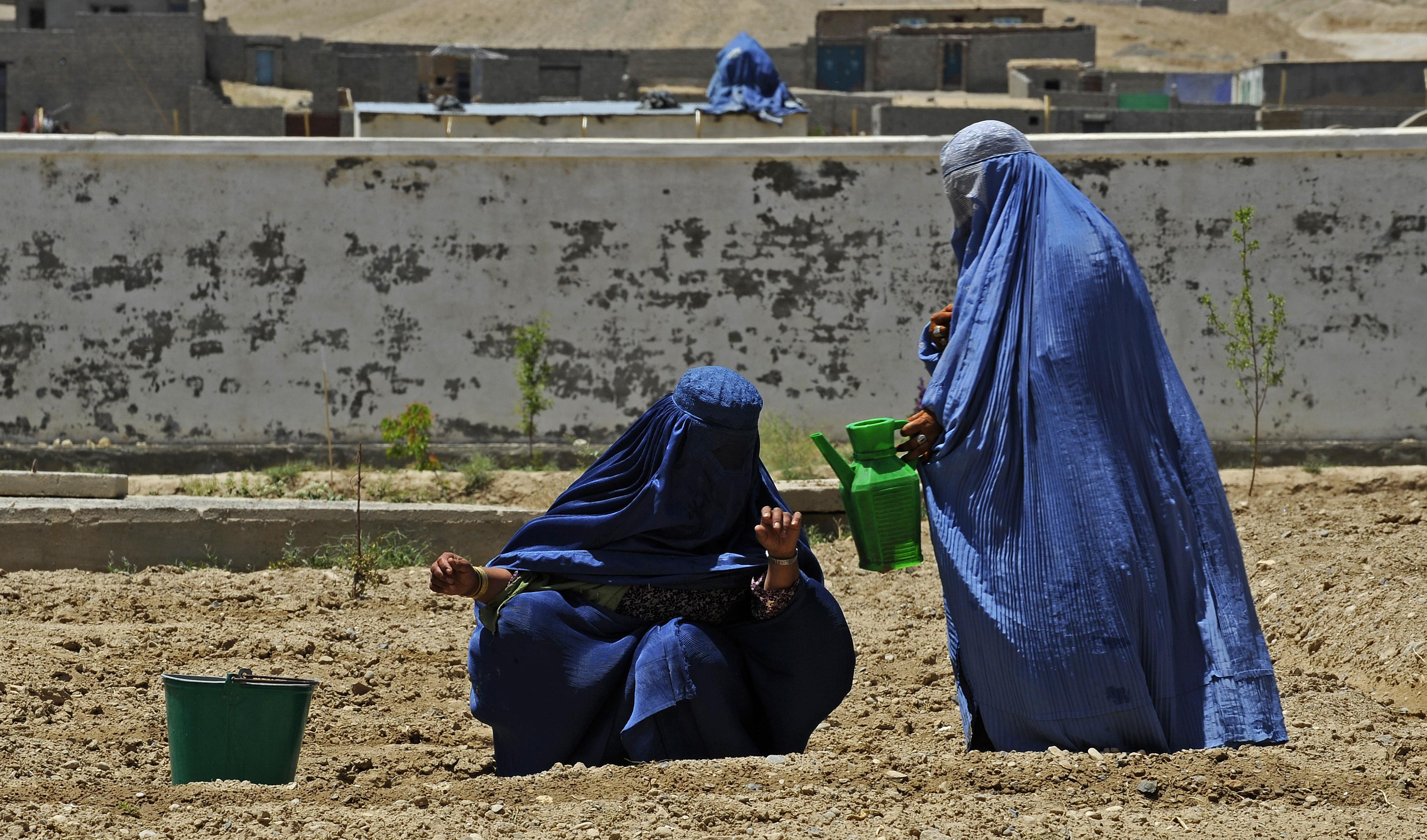
Dos dones afganes reguen el terra al Departament Qalat d'Assumptes de Dones, província de Zabul, Afganistan, 8 de maig. (Fotografia de les Forces Aèrees dels Estats Units/Sargent Brian Ferguson)

Les dones en l'agricultura de l'Afganistan representen aproximadament la mitat de la mà d'obra, sent la seua situació fortament determinades per factors culturals.

## Història
Tradicionalment, els homes dominaven les tasques agrícoles a l'Afganistan i mentre les dones ocasionalment solien ajudar amb la feina del camp o s'ocupaven del ramat, no rebien cap benefici monetari per la seua feina. La producció de llavors també ha sigut feina feta principalment per homes al país afganès.
Les dones tenen pocs drets sobre les terres al territori afganès, malgrat que la Constitució de l'Afganistan pot ser interpretada que permet les dones ser propietàries de terres i la Xaria té disposicions per a les vídues i les fillees perquè hereten una part de la terra. les dones qui són propietaries o gestores de terres no poden vendre-les, canviant de propietari mitjançant l'herència. Les dones també han sigut restringides en els seus moviments i solen no tindre permés viatjar fora dels seus pobles.

## Agricultura avui en dia
Actualment, les dones suposen quasi la mitat de la mà d'obra agrícola, encara que en moltes zones rurals estan encara marginades. Les contribucions fetes per les dones a l'agricultura del país solen ser "exiguament recompensades." Les dones tenen una altra taxa de contribució a l'opi, el ramaderia i làctics, però rarament reben una paga. Malgrat que la participació de les dones en l'agricultura sol ser considerada "clau, no solament per assegurar l'increment de la producció agrícola, però també per millorar la seguretat en l'aliment i la nutrició." Les dones són "una força per a l'estabilitat de les seues comunitats." També són vistes com a agents de canvi a les seues famílies.
Les dones han sigut instrumentals en l'organització de sindicats agrícoles de pobles xicotets de l'Afganistan durant la dècada del 2010. La feina de les dones en els sindicats agrícoles també ha augmentat el seu estatus a les àrees on viuen, on no són conegudes ja com a esposes o mares d'homes, sinó pels seus papers als sindicats. A més, les dones han ajudat en la introducció de nous tipus de cultius a les àrees que treballen com són la col, la coliflr, la tomaca i mongeta les quals competeixen millor al mercat.
A la Província de Parwan, les dones han tingut l'oportunitat de estar involucrades en la producció de llavors i han crear "empreses de llavors desenvolupades en pobles". Fora de Kabul, els programes de formació agrícola per a dones han sigut implementades des del 2009. Aquests programes permeten a les dones que guanyen el seu propi salari i aconseguisquen independència financera.
Organitzacions no governmentals, com Global Partnership for Afghanistan (GPFA), han ajudat les dones a estar més involucrades en l'agricultura. Tals iniciatives han ajudat a revitalitzar horts, constructuir instal·lacions per a mantindre el fred i proveir recursos educatius. Altre programa que ha ajudat a dones amb els seus negocis agrícoles és el Programa de Solidaritat Nacional (PSN), desenvolupat pel Ministeri de Rehabilitació i Desenvolupament Rural del país afganès el 2003. El PSN proveix recursos agriculturals a les dones, els quals poden incloure una dotació de gallines, exempcions tributàries i marketing per als seus negocis.

## Discriminació basada en el gènere
Algunes dones afganes pateixen dificultats a l'hora de vendre els seus productes agrícoles a causa del seu gènere. Una dona va descriure la seua experiència: "M'irrita molt quan conec comerciants amb els que parle de vendre les meues fruites i em diuen 'Ves i envia un home de la teua família perquè tu eres una dona'."